# Lloyd Appleton
Lloyd Otto Appleton (1. februar 1906 i Iowa – 17. marts 1999 i Ohio) var en amerikansk bryder som deltog i de olympiske lege 1928 i Amsterdam.
Appleton vandt en sølvmedalje i brydning under OL 1928 i Amsterdam. Han kom på en andenplads i vægtklassen weltervægt, i fristil bagefter Arvo Haavisto fra Finland. Der var seks vægtklasser i den græsk-romerske stil og syv i fristil.